# Siabal Abal III
Siabal Abal III is een bestuurslaag in het regentschap Tapanuli Utara van de provincie Noord-Sumatra, Indonesië. Siabal Abal III telt 1519 inwoners (volkstelling 2010).